# جفری برنز
جفری برنز یک کاراته کا هلندی است. او در مسابقات کمیته مردان در وزن ۶۰ کیلوگرم در مسابقات جهانی کاراته، دو بار در سالهای ۲۰۱۴ و ۲۰۱۶، مدال نقره دریافت کرده‌است. در سال ۲۰۱۷ او نماینده هلند در بازی‌های جهانی ۲۰۱۷ بود که موفق به کسب مدال نشد. همین رویداد، پایان دوران ورزشی وی بود.

## دستاوردها
| سال  | رقابت                 | محل            | رتبه | رویداد           |
| ---- | --------------------- | -------------- | ---- | ---------------- |
| ۲۰۱۴ | مسابقات قهرمانی اروپا | تامپره، فنلاند | ۳    | کمیته ۶۰ کیلوگرم |
| ۲۰۱۴ | قهرمانی جهان          | برمن، آلمان    | ۲    | کمیته ۶۰ کیلوگرم |
| ۲۰۱۶ | قهرمانی جهان          | لینز، اتریش    | ۲    | کمیته ۶۰ کیلوگرم |